# Hindustan Contessa
La Contessa était une berline produit par le constructeur automobile indien Hindustan Motors de 1984 à 2002,. Lors de son introduction dans les années 80, elle fut l'une des rares voitures de luxe sur le marché en Inde. La Contessa était basée sur la Vauxhall Victor FE et de l'Opel Rekord D.
Sa vitesse maximale était de 125 km/h.

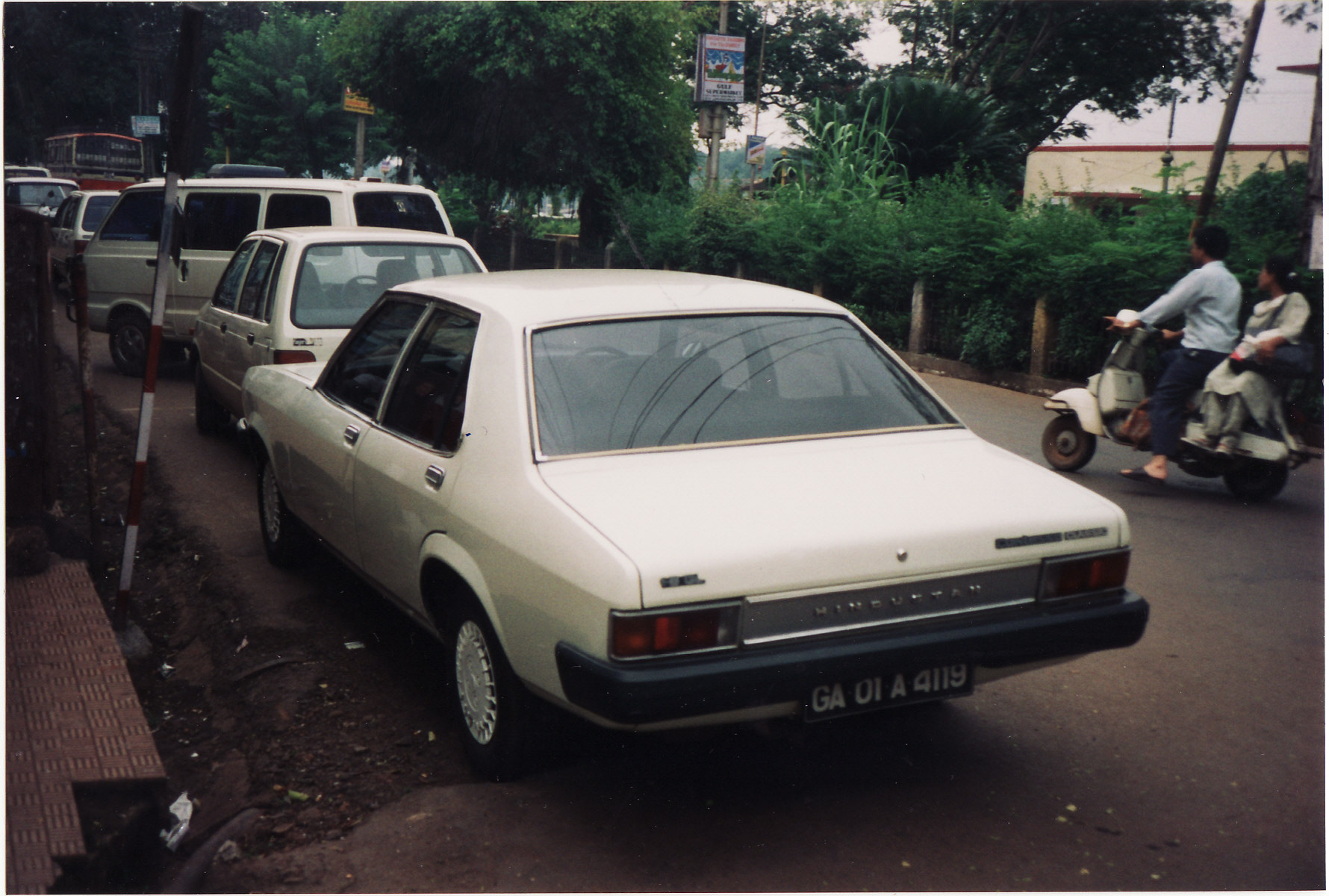
Vue arrière.